# Mellanljusnan Korskrogen-Edeforsen
Mellanljusnan Korskrogen-Edeforsen este o arie protejată (arie specială de conservare — SAC, sit de importanță comunitară — SCI) din Suedia întinsă pe o suprafață de 610,6 ha, integral pe uscat.

## Localizare
Centrul sitului Mellanljusnan Korskrogen-Edeforsen este situat la coordonatele 61°48′34″N 16°00′37″E / 61.8095°N 16.0104°E.

## Înființare
Situl Mellanljusnan Korskrogen-Edeforsen a fost declarat sit de importanță comunitară în ianuarie 2002 pentru a proteja 1 specie de plante și 3 specii de animale. Situl a fost protejat și ca arie specială de conservare în martie 2011.

## Biodiversitate
Situată în ecoregiunea boreală, aria protejată conține 1 habitat natural: Râuri naturale fino-scandinave.
La baza desemnării sitului se află mai multe specii protejate:
- plante (1): Persicaria foliosa
- mamifere (1): vidră de râu (Lutra lutra)
- nevertebrate (1): Margaritifera margaritifera
- pești (1): zglăvoacă (Cottus gobio)